# Alfred Schmidt (Philosoph)

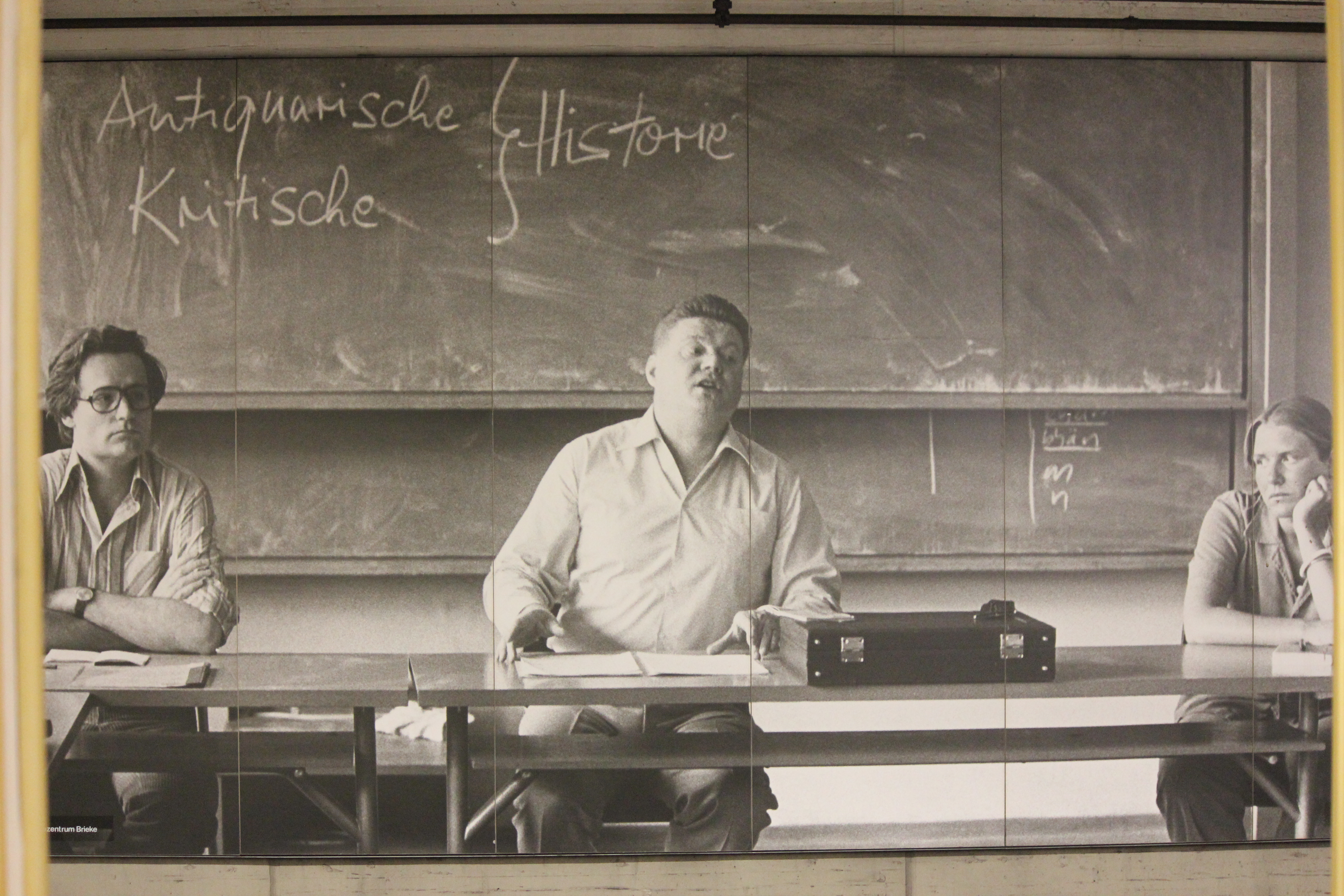
Großfotografie von Alfred Schmidt, Original zu sehen in der Frankfurter U-Bahn-Station Bockenheimer Warte. Zu seiner Rechten: Matthias Lutz-Bachmann. Das Tafelbild behandelt Nietzsches Geschichtsphilosophie.

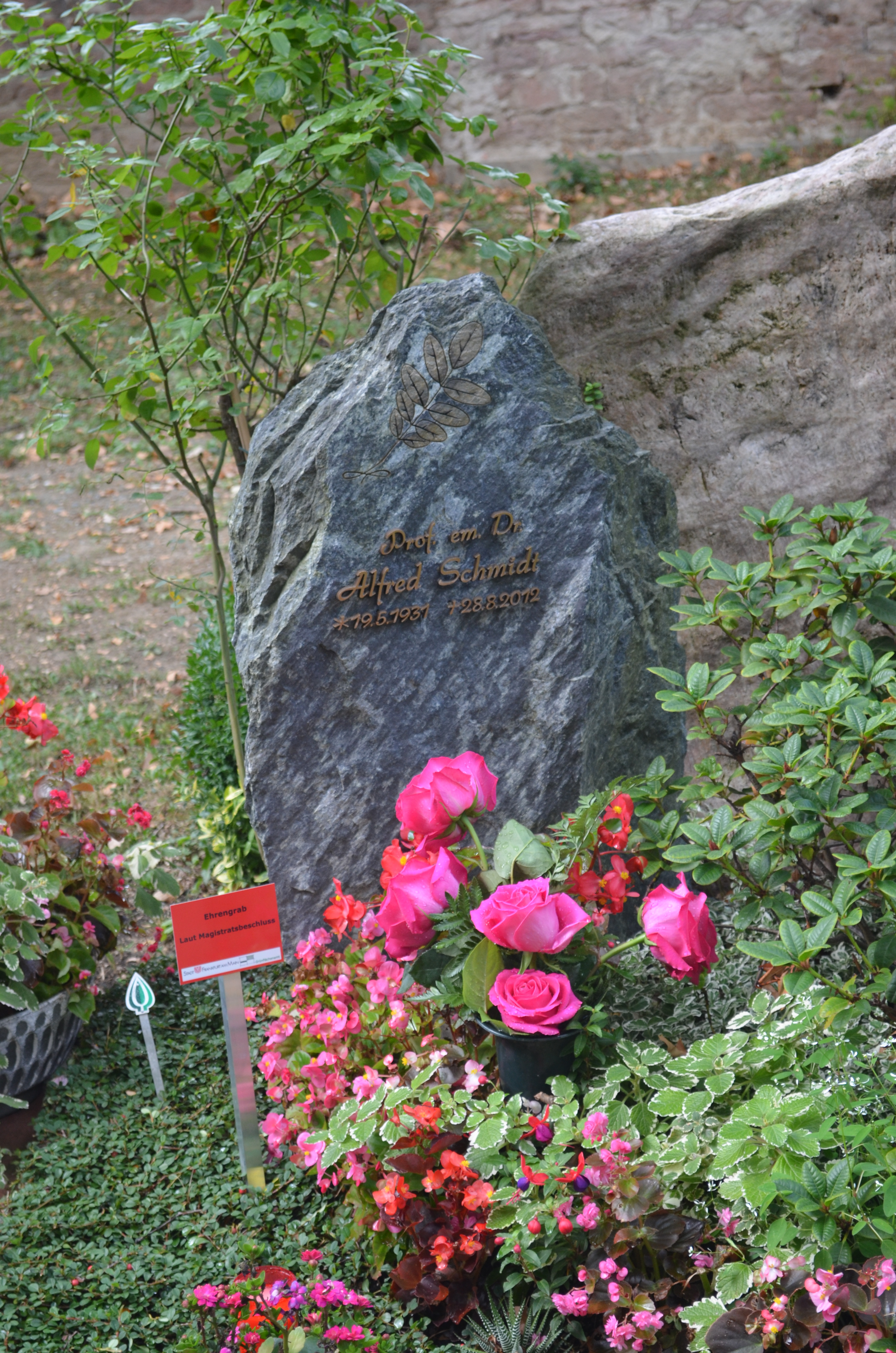
Ehrengrab von Alfred Schmidt auf dem Frankfurter Hauptfriedhof

Alfred Schmidt (* 19. Mai 1931 in Berlin; † 28. August 2012 in Frankfurt am Main) war ein deutscher Philosoph. Er gilt als „Pionier einer undogmatisch-emanzipatorischen Marx-Rezeption“.

## Leben
Alfred Schmidt studierte Geschichte sowie Englische und Klassische Philologie an der Goethe-Universität in Frankfurt am Main, später auch Philosophie und Soziologie. Der Schüler von Max Horkheimer und Theodor W. Adorno kam aus einfachen Verhältnissen. Schmidts Vater war Mechaniker, was einen spürbaren Gegensatz zu dem kaufmännischen (Horkheimer) bzw. intellektuellen Familienhintergrund (Adorno) seiner Lehrer darstellte.
1960 wurde Alfred Schmidt mit einer Arbeit über den Begriff der Natur bei Karl Marx promoviert, die „ein neues Kapitel der Marx-Rezeption“ aufschlug. In 18 Sprachen übersetzt, wurde sie „zu einem der meistgelesenen Bücher in der europäischen Protestbewegung“ der 1960er- und 1970er-Jahre. 1972 wurde Schmidt Professor für Philosophie und Soziologie an der Universität Frankfurt als Nachfolger von Jürgen Habermas auf dem Lehrstuhl von Max Horkheimer. Seine „Donnerstagsvorlesung war in den 1980er Jahren legendär und zog auch viele Fachfremde an“. 1999 wurde Schmidt emeritiert, er hielt aber weiter Vorlesungen.

## Forschung
Die Hauptforschungsgebiete von Alfred Schmidt waren die Kritische Theorie der Frankfurter Schule, Geschichte des Materialismus, Religionsphilosophie, Freimaurerforschung, Ludwig Feuerbach und Schopenhauer. Ferner wurde er als Übersetzer englischer und französischer Schriften tätig.
Alfred Schmidt war Mitglied des PEN-Zentrums Deutschland und Ehrenmitglied der Schopenhauer-Gesellschaft. Er gehörte der Frankfurter Freimaurerloge Zur Einigkeit an. Im Jahre 1989 wurde ihm die Goetheplakette der Stadt Frankfurt am Main und 1998 das Bundesverdienstkreuz am Bande verliehen.
Seinen Nachlass erhielt im November 2012 das Archivzentrum der Universitätsbibliothek Johann Christian Senckenberg der Goethe-Universität Frankfurt am Main, darunter zahlreiche Korrespondenzen, Manuskripte, elektronische Unterlagen von drei überlieferten Rechnern und seine umfangreiche Privatbibliothek (260 laufende Meter, rd. 8.000 Bücher) in über 600 Umzugskisten.

## Schriften
Bücher
- Der Begriff der Natur in der Lehre von Karl Marx. Europäische Verlagsanstalt, Frankfurt am Main 1962, 4. Aufl. 1993, ISBN 3-434-46209-0.
- Geschichte und Struktur. Fragen einer marxistischen Historik. Hanser, München 1971, ISBN 3-446-11504-8.
- Emanzipatorische Sinnlichkeit. Ludwig Feuerbachs anthropologischer Materialismus. Hanser, München 1973, ISBN 3-446-11652-4.
- Zur Idee der Kritischen Theorie. Elemente der Philosophie Max Horkheimers. Hanser, München 1974, ISBN 3-446-11863-2.
- mit Werner Post: Was ist Materialismus? Kösel, München 1975, ISBN 3-466-40000-7.
- Die Kritische Theorie als Geschichtsphilosophie. Hanser, München 1976, ISBN 3-446-12201-X.
- Drei Studien über Materialismus. Schopenhauer. Horkheimer. Glücksproblem. Hanser, München 1977, ISBN 3-446-12460-8.
- Kritische Theorie, Humanismus, Aufklärung. Philosophische Arbeiten. Reclam, Stuttgart 1981, ISBN 3-15-009977-3.
- Goethes herrlich leuchtende Natur. Philosophische Studie zur deutschen Spätaufklärung. Hanser, München 1984, ISBN 3-446-14141-3.
- Die Wahrheit im Gewande der Lüge. Schopenhauers Religionsphilosophie. Piper, München und Zürich 1986, ISBN 3-492-10639-0.
- Idee und Weltwille. Schopenhauer als Kritiker Hegels. Hanser, München und Wien 1988, ISBN 3-446-15161-3.
- Entstehungsgeschichte der humanitären Freimaurerei. Deistische Wurzeln und Aspekte. Postum hrsg. von Klaus-Jürgen Grün und Thomas Forwe. Salier, Leipzig 2014, ISBN 978-3-943539-40-0.
- Geschichte des Materialismus. Postum hrsg. von Klaus-Jürgen Grün und Oliver Hein. Salier, Leipzig 2017, ISBN 978-3-943539-73-8.
- Marx als Philosoph. Studien in der Perspektive Kritischer Theorie. Hrsg. von Michael Jeske und Bernard Görlich, Zu Klampen, Springe 2018, ISBN 978-3-86674-570-4.

Vorträge und Aufsätze
- Praxis. In: Hermann Krings, Hans Michael Baumgartner, Christoph Wild (Hrsg.): Handbuch Philosophischer Grundbegriffe. Studienausgabe, Band 4. Kösel, München 1973, S. 1107 ff.
- Heidegger und die Frankfurter Schule – Herbert Marcuses Heidegger-Marxismus. In: Peter Kemper: Martin Heidegger – Faszination und Erschrecken. Campus, Frankfurt am Main / New York 1990, ISBN 3-593-34372-X. S. 153–177.
- Tugend und Weltlauf. Vorträge und Aufsätze über die Philosophie Schopenhauers (1960–2003). Lang, Frankfurt am Main 2004, ISBN 3-631-38001-1.
- Materialismus. In: Helmut Reinalter, Peter J. Brenner (Hrsg.): Lexikon der Geisteswissenschaften. Sachbegriffe, Disziplinen, Personen. Böhlau, Wien [u. a.] 2011, ISBN 978-3-205-78540-8. S. 505–512.

Übersetzer
- Robert Paul Wolff, Barrington Moore und Herbert Marcuse: Kritik der reinen Toleranz. Suhrkamp, Frankfurt/M. 1966. (Enthält Marcuses Essay Repressive Toleranz.)
- Max Horkheimer: Zur Kritik der instrumentellen Vernunft. S. Fischer, Frankfurt am Main 1967.
- Herbert Marcuse: Der eindimensionale Mensch. Studien zur Ideologie der fortgeschrittenen Industriegesellschaft. Luchterhand, Neuwied / Berlin 1967. (4. Aufl., dtv: München 2004. ISBN 3-423-34084-3.)
- Herbert Marcuse: Vernunft und Revolution. Hegel und die Entstehung der Gesellschaftstheorie. Luchterhand, Neuwied 1962.

Herausgeber
- Max Horkheimer: Gesammelte Schriften. Bände 1–19. Herausgegeben von Alfred Schmidt und Gunzelin Schmid Noerr. S. Fischer, Frankfurt am Main 1985–1996.